# 榮·保羅
羅納德·歐內斯特·「榮」·保羅（英語：Ronald Ernest "Ron" Paul，1935年8月20日—）是來自美國德克薩斯州的醫師、眾議員，隸屬共和黨籍。從1997年起至2013年止他一直擔任德州第14國會選區的眾議員，之前也曾於1976及1979—1985年間擔任第22選區的眾議員。
1984年，保羅曾角逐德州參議員選舉的共和黨提名，但最後並沒有成功。保羅在1988年獲得自由黨提名為總統候選人。在總統選戰結束後，保羅於1997年返回國會。德州的共和黨黨部高層原先反對他重新競選，但保羅最後成功當選眾議員。保羅在2007年1月11日宣布投入2008年總統選舉，組成競選考察小組；他在2007年3月17日正式宣布了他的候選人身分，但之後退選。

## 早年生涯
保羅生於賓夕法尼亞州的匹茲堡，父親是一名德裔移民之子霍華德·卡斯帕·保羅（1904-1997），母親是瑪格莉特·保羅（1908-2001），保羅家在匹茲堡郊外經營一座小農場。保羅自幼便開始在雙親的農場工作，從五歲開始也擔任過送報生，並且在一間雜貨店打過工。
他在1953年從多蒙特鎮（Dormont）的多蒙特中學畢業，並且就讀了蓋茲堡學院（Gettysburg College），在1957年取得文學士學位。接著他就讀了杜克大學的醫學院，在1961年取得医学士學位。他在1961年至1962年間於底特律的一間醫院擔任實習醫師，並且在1963年至1968年間擔任美國空軍的軍醫。在空軍任職期間保羅也於匹茲堡大學完成了婦產科訓練，並且在1968年和妻子卡羅·威爾斯搬至德州的沖浪海灘（Surfside Beach）定居。保羅有時候也會回到他在傑克遜湖（Lake Jackson）的住宅度假。

### 早年政治生涯
他在1974年成為德州共和黨部的代表大會代表。他在1974年曾獲得共和黨提名競選國會議員，但被現任的民主黨議員Robert R. Casey擊敗。當總統傑拉爾德·福特指派Casey出任聯邦海運委員會（Federal Maritime Commission）的部長時，德州在1976年4月進行了一場補選以選出替代他的眾議員。保羅贏得了補選，但在6個月之後的大選裡輸給了民主黨的Robert A. Gammage。保羅接著在1978年的選舉中擊敗Gammage而當選眾議員，他接連贏得了1980年、1982的連任選舉。他在1984年曾角逐德州參議員選舉的共和黨提名，但最後並沒有成功。1985年，保羅重新擔任醫師，他的眾議員職位則被Tom DeLay取代。
1988年，保羅獲得了自由黨提名參選美國總統，在普選中他贏得了第三名（431,750票—0.47%），僅次於共和黨和民主黨兩黨候選人。

### 個人生涯

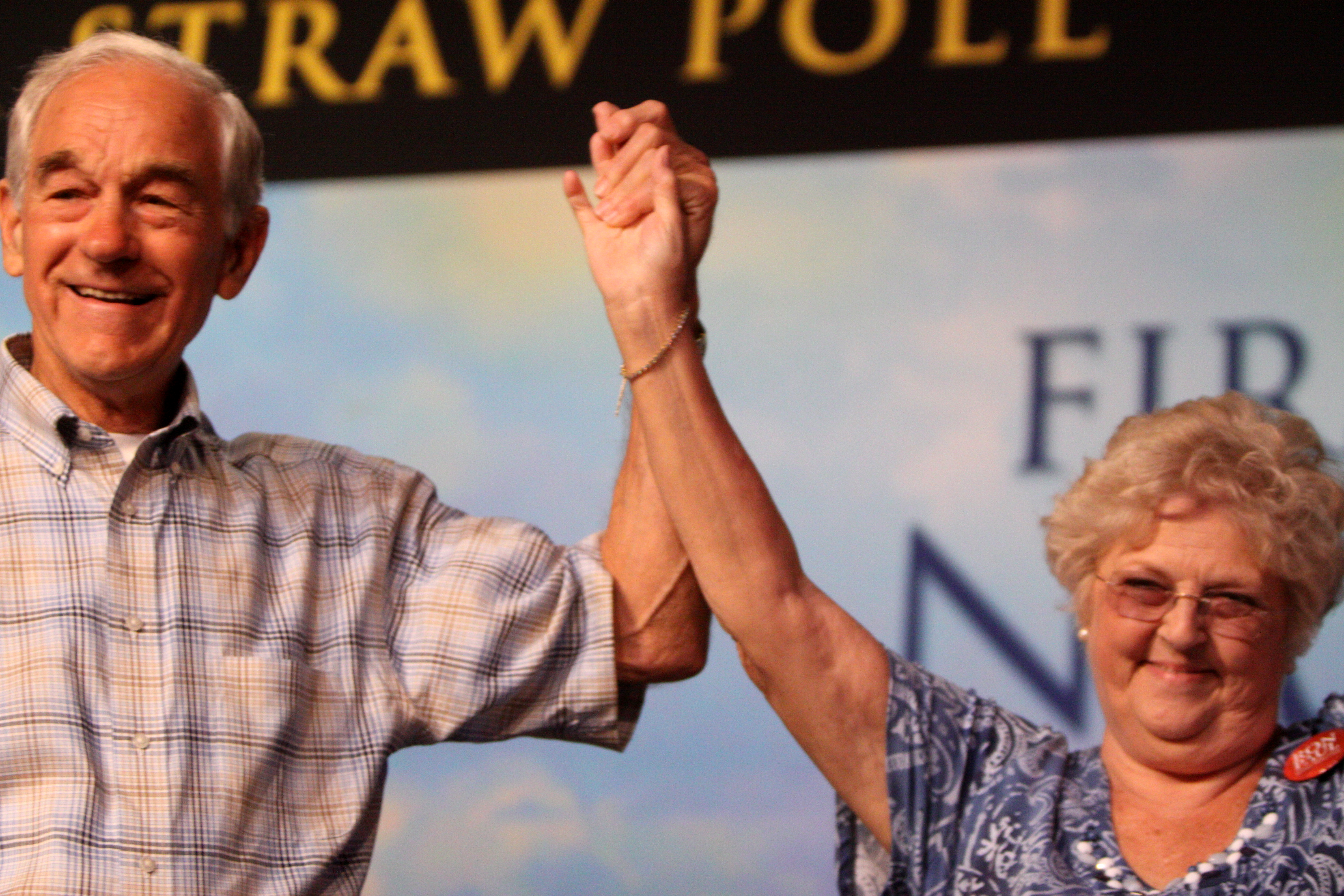
榮·保羅及其妻子卡羅

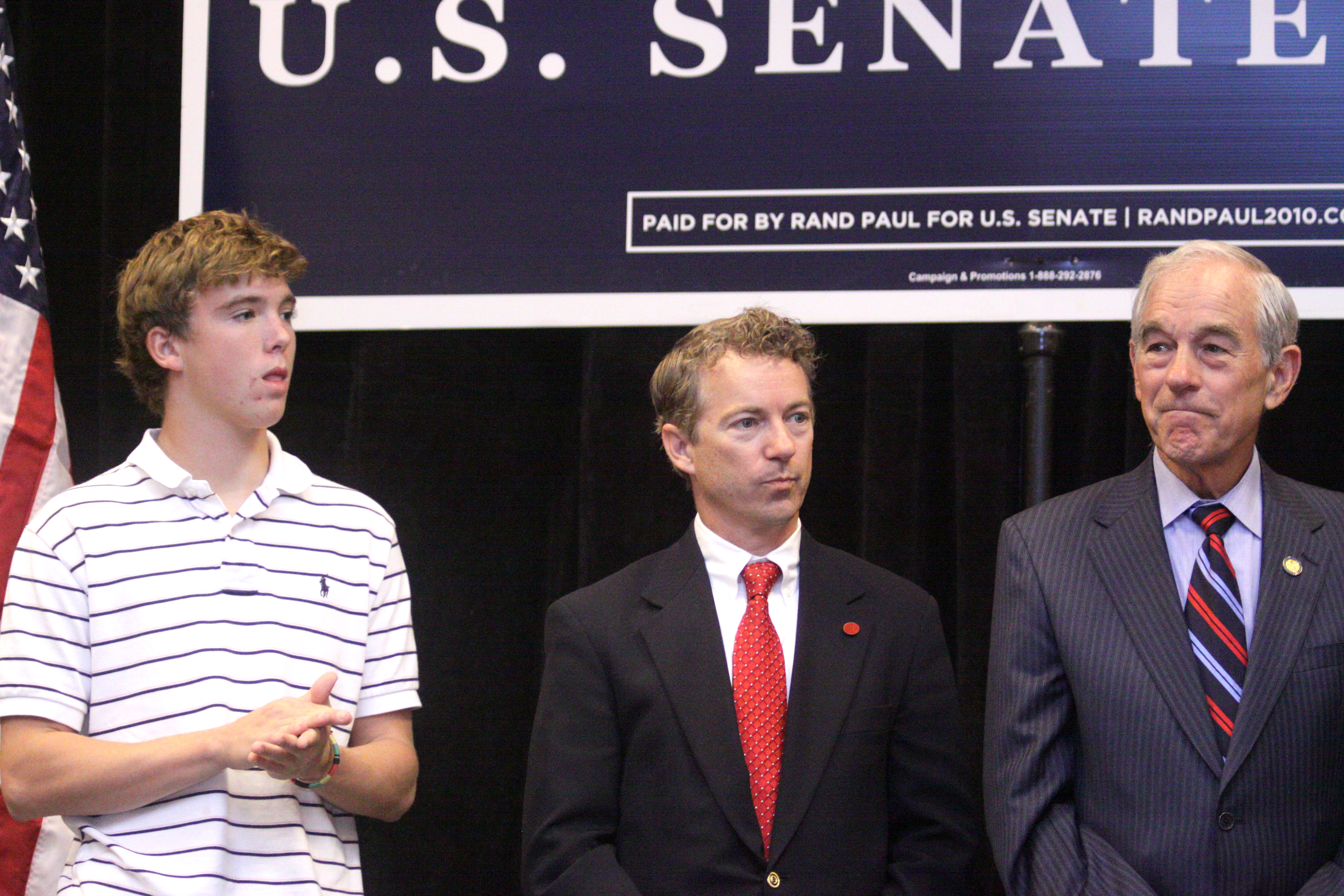
榮·保羅（右）和兒子蘭德（中）、孫子威廉（左）在一起（攝於2010年）

保羅和他的妻子卡羅·威爾斯在1957年2月1日結婚，兩人最初是在歌星Sophie Hawkins舉辦的一場舞會上認識的，他們後來就讀了不同的學校，但仍然保持聯繫，並在保羅於蓋茲堡學院就讀的最後一年正式結婚。
他們育有五名子女：羅尼、蘿莉、蘭德、羅伯特、和喬伊。保羅目前已有17名孫子女和1名曾孫子了。在保羅擔任醫師的歲月裡他和卡羅一直定居在底特律，卡羅還曾在他們的地下室經營一個舞蹈學校。三名保羅的子女—蘭德、羅伯特、和喬伊後來也成為了醫師。在子女就讀大學和醫學院的年間保羅一直堅持自行繳交學費，拒絕讓他們接受聯邦政府補助的學生貸款計畫。同樣的保羅也始終拒絕接受議員特權的國會退休金。
當保羅在競選德州第14選區眾議員時，為了幫助他的選情，妻子卡羅開始將他們的家常烹調秘方匯集成一本食譜，並將食譜複印送給選區中的各戶家庭，食譜還附上了保羅全家的合照。自從最初食譜出版後，食譜連續再版了五個版本。卡羅和其他家人還在保羅的國會競選網站上維持一個「每週食譜」的專欄。

### 與自由黨的聯繫
保羅在1987年申請成為了自由黨的終身黨員，他一直維持這個黨籍至今。雖然他是以共和黨身分被選為眾議員，他始終與自由黨保持緊密的合作關係，他最近就在2004年的自由黨全國代表大會上發表了演講。
自由黨的發言人George Getz指出有許多來自全國各地的自由黨人捐款支持保羅的競選。保羅公開的財務報帳顯示他所取得的選舉募款中有71.4%是來自德州以外的地區。與其他許多政治人物不同的是，保羅絕大多數的選舉募款都是來自於個人的資助（2004年有92.5%、2005年有96.8%），而非來自團體或企業。
保羅也是共和黨裡的共和黨自由聯盟（Republican Liberty Caucus）的成員，共和黨自由聯盟代表了共和黨內的自由意志主義派系。

## 後期國會生涯

### 返回國會
1996年，保羅再次當選為共和黨眾議員。當時德州共和黨黨部的高層反對保羅參選，支持現任的格雷格·劳克林，劳克林原本是民主黨籍，但在1994年共和黨掌握國會後便加入了共和黨。劳克林不但獲得共和黨黨部高層的青睞，還獲得众议院议长紐特·金里奇以及當時擔任德州州長的喬治·沃克·布希的背書，劳克林並且批評保羅的政治觀點是極端而古怪的。儘管如此，保羅最後仍以極大的票數差距擊敗劳克林，成功贏得初選。保羅還讓棒球選手諾蘭·萊恩擔任他的榮譽競選陣營主席。由於保羅一直定居在傑克遜湖，選區重劃將保羅分配到臨海的第14選區，而不是他之前代表的第22選區。在當年秋季的選舉中，保羅的民主黨對手—律師Charles "Lefty" Morris對保羅展開大量的攻擊，包括了攻擊他支持廢除聯邦藥品法以讓各州自行決定的立場，儘管如此，保羅還是以些微的票數差距獲勝。
德州共和黨黨部的高層在1998年又試圖要阻撓保羅，但保羅再一次贏得了初選和正式選舉。黨部高層於是同意與他達成協議：保羅在國會裡會和共和黨團一同投票、並且維持共和黨黨籍，以交換他在國會裡的各種委員會職位。保羅在2000年和2002年都成功當選連任，並且在2004年無人競爭的情況下當選。2006年的選舉中他則以20%的票數差距擊敗民主黨候選人，獲得第9屆的眾議員任期。

### 原則
Texas Monthly將保羅稱為「完全奉守原則而且絕不讓步」的人，包括了他從來不向政治行動委員會（PAC）收取補助、從來不向國會裡的遊說份子低頭、始終以他「深刻抱持的原則」投票表決議案、並且從不接受「秘密協議」的手段。他們還寫道：「『誠實的政客』這一詞在現在看起來似乎互相矛盾，然而保羅真的是從來沒有投票違背任何他的明確原則...這一詞真的能夠形容保羅。」除了從來沒有接受國會的議員退休金以外，保羅的國會辦公室每年都會將未用完的經費繳回政府，在2000年這個金額到達$50,000元。不過，聯邦選舉委員會的紀錄顯示保羅的確有從PAC收取一部分的資金，雖然這個金額遠遠少於他在國會的其他同僚。
在一個名為「清潔華盛頓」的團體所列出的特別名單中，保羅是眾議院數百名議員中最少向PAC收取資金的第七名，同時也是國會裡最少接受來自遊說團體的議員之一，除此之外在收受的小額捐款所構成的資金比例排名上保羅是第四名，象徵了大多數保羅的捐款都是來自私人的捐助。在2008年的共和黨總統候選人之中，保羅所收受的PAC補助是所有人裡最少的。
在國會裡綽號「不先生」的保羅有時對其他共和黨同僚而言也是相當難纏的，因為他並不會順從黨內的壓力投票支持那些被他視為浪費納稅人資金的法案，又或者是那些被他視為違反了憲法的案子。曾經有一次共和黨的眾議院發言人紐特·金里奇發言告誡所有成員都必須和黨團一致投票，除了保羅例外。另外一名以堅持財政保守主義聞名的共和黨眾議員Jeff Flake也在2006年說：「每當我是黨團中唯一要投否決票的人時，我通常會想到他（保羅）也會走下來。」保羅也想起在一次432-3的懸殊表決上，他出自原則的理由反對了那個法案，並且集合了僅有的兩名支持他的同僚，在眾人矚目下一同投下反對票。

### 與選區的聯繫
即使是已在國會任職的年間，保羅也一直在德克薩斯州的布拉佐里亞郡擔任婦產科醫生，接生了許多在他選區內的嬰兒。他是眾議院裡少數（共8人，包括牙醫）原職業為醫生的議員，更罕見的是他在議員任內仍繼續行醫。有記者還曾報導在保羅的選區裡，碰到自稱是由保羅接生的年輕人可不是什麼罕見的事。
保羅也會反對一些通常不會被來自鄉村或海岸選區的國會議員所反對的法案。保羅的選區是一個瀕臨墨西哥灣的海岸地帶，也包括了休士頓市的一部分郊區。即使如此，保羅仍然反對聯邦政府補助的洪災保險計畫，因為那會讓那些住在遠離洪災可能地區的人掏腰包補助接近洪災地區的人，同時也使住在洪災地區的人不能自行挑選他們的保險計畫。即使是位於一個「絕大多數屬鄉村地區」的選區，保羅仍然反對政府對於農業的補助，因為他認為這種補助最終只會流入大公司的口袋，而不是小農場主們。儘管這樣的農業補助法案在國會裡受到大量支持，保羅在這方面的「不合群個性」以及他對於減低稅賦的推動一直使他受到第14選區選民的信賴。
或許會讓一些政客難以想像的是竟然有議員敢投票反對將「豬肉」帶回他們自己的選區，原因在保羅花了許多時間經營他的選區，以補償他「違反了幾乎所有你可以想到的政治生存法則」。他一週經常會花上3到4個小時巡遊選區、傾聽並解決選民的問題，有時候還會帶著他那17個孫子女的其中1個作伴。他也頻繁參加學校的畢業典禮、各種儀式、或者是童子軍的典禮活動。由於選區遼闊，保羅經常在一天內遊遍超過300英哩拜訪各村鎮並解決選民的問題。他在解決第14選區選民的老兵議題上特別有效，例如替那些錯過授勳的老兵們爭取頒布戰爭勳章，他也會替那些老兵們主持授勳典禮。保羅有時也會透過一些較不知名的藥品公司，協助年長的選民取得免費或低價的處方用藥，保羅選區的員工也會定期寄發生日卡片給選民，以及在選民逝世時寄發悼函。

### 起草法案
保羅在國會起草了許多的法案，但之中的大多數（比如其中一項要廢除所得稅的提案）連在他所屬的委員會都沒有通過。不過他也起草了一些成功通過的法案，例如阻止城市和住房發展部（HUD）以徵用權為由企圖沒收紐約市一座教堂的土地，還有將德州的Texana湖從原本的聯邦政府水壩計畫轉給德州政府管轄。
在國會裡保羅是金融事務委員會（Committee on Financial Services）、國際關係委員會、以及聯合經濟委員會的成員。他是金融事務委員會旗下的監督調查小組委員會的副主席，同時也是國內貨幣政策小組委員會的成員。在國際關係委員會裡，他是西半球、亞洲和太平洋小組委員會的成員。

## 政治觀點
保羅是個堅定的憲法主義者（小政府）、自由意志主義者。在國會的各種表決裡他反對幾乎所有的政府開銷、法案、或稅賦案，在許多次表決上他經常是共和黨裡唯一一個與黨團立場不同的議員，這也使他遭到一些共和黨同僚的抱怨，並且使他獲得了「『不』先生」的綽號。舉例而言，保羅是少數三名投票向薩班斯-奧克斯利法案說「Nay」（不）的眾議員。

### 外交政策
眾議員保羅堅定支持不干預主義的外交政策。他投票反對授權向伊拉克發動戰爭的伊拉克決議案，並且自始至终反對美國對伊拉克的入侵，他也批評布希政府在反恐戰爭中的許多行動已經侵犯了公民自由。他最近以來演講中顧慮的則是美國與伊朗間的緊張關係，擔心兩國間會爆發戰爭。他在2001年投票反對了美國愛國法（USA PATRIOT Act），使得他與共和黨團的關係一度破裂，他也在2005年投票反對了一項徵兵法案。他支持美國退出聯合國。
保羅的支持者大多來自保守派和自由意志主義派的共和黨人，但在911事件後保羅也吸引了一些德州中部民主黨人的支持，因為他始終反對伊拉克戰爭。舉例而言，奧斯汀的一份自由派報紙Austin Chronicle原先曾在2000年批評保羅的政治立場相當古怪，但在911事件之後則開始肯定保羅的表現，讚美他對於伊拉克戰爭的堅定反對。
最近以來保羅一直表示他對於美國和伊朗兩國間關係緊繃的憂慮，擔心美國可能會入侵伊朗。他說目前的局勢相當類似於伊拉克戰爭爆發前的樣子，並且敦促國會不該授權對伊朗發動戰爭。
对于美国介入利比亚战争，保罗亦持坚决的反对态度。
雖然保羅堅定支持自由貿易，但他投票反對了中美洲自由貿易協議（CAFTA），認為自由貿易不需要這種協議的批准，並且批評協議會增大政府規模、違反憲法。
不過保羅在外交政策上的某些立場也與一些自由意志主義者不同，例如他支持應該鞏固邊界安全、防止非法移民進入美國。

### 經濟觀點
保羅在經濟議題上反對幾乎所有政府對市場的干預。他支持廢止所得稅、廢止大多數的總統內閣部門、廢止聯邦儲備銀行。他認為聯邦儲備銀行不但不能有效制止通貨膨脹，其本身就是造成通貨膨脹的兇手。保羅認為聯邦儲備銀行濫印鈔票的結果導致個人的儲蓄價值被掏空，造成通貨膨脹，並且人為製造出經濟繁榮期的假象，最後導致如同經濟大恐慌一般的災難。這種說法來自於奧地利經濟學派的商業週期理論。保羅認為政府對於中央銀行（聯邦儲備銀行）的操弄是導致通貨膨脹、乃至於經濟蕭條和衰退的主要原因。他指出大多數他在國會裡的同僚都不願廢止中央銀行，因為中央銀行乃是政府資金的來源。他說政府刻意製造的通貨膨脹就有如「隱藏的稅率」一般，因為如果政府不這樣做，國會和總統就必須面臨要以提升稅率或減少政府開銷的方式抵銷赤字，而兩種做法都會損害他們的政治聲譽。保羅也支持民營化健保體制，他在2004年的競選口號便是「納稅人的最好朋友！」
以降低稅率為目標的全國納稅人聯盟（National Taxpayers Union）的主席John Berthoud便說：「榮·保羅證明了他自己一直是替納稅人權利奮鬥並強調節制政府開支的領導者...沒有人有像他那樣多替納稅人發聲的表決紀錄。」保羅也被認為是小商業團體的提倡者，全國獨立商業聯盟（NFIB）的主席Jack Farris也說：「眾議員保羅真的是小商業團體的好朋友...他一直支持小商業團體的政策，主張有限的醫療保險、更低的稅率、侵權法改革、並且消除各種惱人的政府管制。」

### 支持金本位
保羅在許多公開演講中都表達了他對於重新實行金本位制度的期望，這個改革將會使美國政府買入大量的黃金，在那之後所有貨幣都必須要有相同比例的黃金庫存才能發行。保羅認為金本位制度能有效避免通貨膨脹。
保羅也呼籲要廢除對於黃金貿易的所有課稅。在2002年他曾提議要廢除聯邦儲備銀行，他認為這樣才能使美國「回歸到最初開國先驅們所設計的那種金融制度：所有貨幣都是因為有像黃金一般的貨物支撐才有價值存在。」保羅的個人財務報帳顯示他投資了大量資金在黃金和銀塊上，這些都是透過各種合法的黃金銀行所購入的。
保羅認為目前美國政府試圖維持美元霸權地位的舉動—尤其是自從1971年布雷頓森林協定垮台以來美國停止開放美元兌換黃金的政策，最後會導致戰爭的爆發。同樣的，他也認為當一些產油國家如伊拉克、伊朗、或委內瑞拉選擇不再以石油交換美元、而是交換歐元時，這將會使美元進一步失去其價值，最後美元將會失去世界最強大貨幣的地位。依據保羅的說法，美國對於石油的需求、以及試圖「改造中東」的計畫，都是美國會與伊拉克或甚至伊朗發動戰爭的潛在主因。

### 醫療用大麻
保羅也與其他議員一同發起了代號H.R. 2592的醫療用大麻合法化法案，投票支持讓大麻成為合法的醫療用藥物。

### 工業用麻
2005年，保羅提出了代號H.R. 3037的工業用大麻種植法案，修改毒品控制法案的條文，將工業用大麻排除在「大麻毒品」的定義外，以將其合法化，這個法案將會給予各州獨立管理大麻種植的權力。這是自從美國禁止工業用大麻種植以來第一項改革的法案。在2007年2月13日保羅再次提出代號H.R. 1009 （页面存档备份，存于）的「2007年工業用大麻種植法案」，與其他9名眾議員一同發起這項法案。保羅相信依據憲法，國會並沒有禁止或管制毒品的權力。

### 選舉法改革
身為自由黨的前總統候選人，保羅一直主張要改革選舉資格的管制法案，並且在許多場合上演講強調選舉法改革的重要性。
2002年，保羅在國會進行演講，以憲法第一號修正案為根據，反對那些會限制一般公民和商人向候選人捐款的競選募款改革法案。在2003年保羅則提出了代號H. R. 1941的「2003年投票自由法案」，將會創造更為公平而統一的投票資格門檻，以使第三政黨候選人得以更容易投入選舉。在2003年保羅也演講反對一項授權當國會議員由於恐怖主義攻擊而死亡時得以透過指派（而非民選）填補空出議席的法案。
2004年，保羅演講表示反對廢止選舉人團制度，他還說若是沒有了選舉人團制度，將會「減弱那些嚮往自由的州份的投票權力」。
在2007年2月一次於新罕布夏州進行演講時，保羅呼籲要撤銷第17號憲法修正案—規定了美國參議員由直選選出的修正案，保羅主張聯邦的國會議員應該由地方的州議院選出。他認為這樣能夠增加地方州對於聯邦政府層次事務的影響，以此平衡州政府與聯邦政府之間的權力差距。保羅認為更大的州權將能更有效的制衡聯邦政府的作為。

### 墮胎
保羅一直抱持反對墮胎的立場。不過，保羅認為美國憲法並沒有授權聯邦政府決定墮胎屬於合法或非法的權威。他認為墮胎「並不是和憲法有關的議題」並且應該交由各州的立法機關自行決定。儘管這種看法，保羅依然投票支持了2003年的懷孕後期墮胎禁令。他也提出了代號H.R. 4379的法案，禁止最高法院作出與墮胎、生育控制、定義婚姻或是同性戀有關的各種判決，並且所有在這之前的最高法院判決先例也不再具有參考效力。
保羅支持生命與倫理的一致性，也因此反對所有並非出於自我防衛的殺人舉動。他反對墮胎的立場也是出於他堅守不干涉主義的原則，也是因為這樣他反對死刑。保羅還提出了2005年神聖生命法案，試圖移除所有最高法院作出的、會影響到地方州的墮胎判決案例，同時也會允許各州的地方法院作出與聯邦法院先例相反的判決.。

### 同性婚姻和收養
保羅反對同性婚姻，在該議題上的立場是定義或承認婚姻並不是聯邦政府或憲法的權力範疇，而是應該交由各州自行決定。在1993年他投票支持編號H.R. 2587法案，將會禁止在哥倫比亞特區的同性伴侶收養小孩。
他在2004年投票反對聯邦婚姻修正案（Federal Marriage Amendment）。不過他也在2004年一次演講中他表示支持聯邦捍衛婚姻法案，以替代聯邦婚姻修正案。

### 網路和科技
2006年，由CNET出版的一本「科技選民投票指南」中，保羅被給予了80%的評分，使他成為國會兩院中得分最高的議員。保羅曾經投票反對授權警察上線假裝幼童援交的法案，這使他被CNET所讚揚，但也使他遭受一些人批評。保羅回應批評者道：「我個人相信扶養小孩、教育小孩、並且訓練小孩的責任應該是在父母身上，而非國家身上。假如國家加以干涉，那就會變的非常專制武斷。」他也認為這項法案是違反憲法的。

### 其他議題
保羅在許多議題上為了保持他認為合乎憲法和小政府的原則，經常與共和黨團或主流輿論產生衝突。
保羅在投票上的強硬態度也招致一些批評，例如他曾是國會裡唯一一名投票反對授與若望·保禄二世、羅薩·帕克斯、德蕾莎修女國會金牌獎章的議員。依據Texas Monthly的採訪，當他因為投票反對授與勳章而被批評時，他要求那些批評他的眾議員同僚應該自行捐出$100鑄造勳章的經費，但沒有人願意捐錢，於是保羅說道：「慷納稅人之慨，顯然是相當容易的事阿」。
在2003年6月25日一次演講中，保羅批評國會授與托尼·布萊爾金牌獎章的決定，他這樣說道：「這些勳章是被設計用以獎勵終身的貢獻和領導表現的，而不是出於政治動機的，比如國會曾經在兩黨無異議下通過授與共和黨的雷根總統一枚金牌獎章。這些獎章通常都頒發給真的值得獎勵的個人，所以我經常親自捐出$100，加上其他議員捐出的錢，以鑄造這些金牌。」
當美國人口調查局更新了一份給所有家庭填寫的人口統計調查表時，保羅批評調查表上的問題是「既可笑又侮辱人的」，他認為那些問題根本不是政府應該詢問的東西。

## 總統選舉

### 2008年總統選舉

Ron Paul 2008

2007年1月11日，保羅向聯邦選舉委員會提出了申請書，正式成立2008年總統選舉的考察小組。
美聯社作出了以下的報導：
保羅的考察小組的主席、也是保羅之前自由黨選戰幕僚的Kent Snyder，表示保羅知道他這次選戰是沒有希望獲勝的。
Snyder說保羅是真的要投入選戰並企圖獲勝，而非只是要突顯他所要強調的議題立場。保羅預期將會在接下來一兩週內正式宣布參選。Snyder表示保羅以及他的支持者將不會被其他那些全國知名、並且有較多資金的候選人——如亞利桑那州的約翰·麥凱恩給嚇倒。
「這將會是一場從基層打起的美國選舉」他這樣說道「對我們而言，這場選舉就是要從基層打起，要不然乾脆就不要選了。」
2007年1月22日，Reason雜誌的資深編輯Brian Doherty訪問保羅有關他的總統選戰，當被問到他會強調什麼選戰議題時，保羅這樣說道：
所有我這20年來一直講的東西！我想對共和黨初選選民而言，目前最大的問題就是大多數的共和黨支持者正在流失。他們已經受過了一次教訓，並且也在重新思考他們的立場，他們必須決定他們要相信什麼。共和黨已經在轉變為大政府的保守主義了，而共和黨人需要聽到他們一直習慣聽到的聲音：保守派必須是要支持小政府的。
保羅也提到他的基層選戰將會試圖利用網際網路的優勢宣傳。
NewsMax.com在2007年1月的一篇報導中指出許多自由意志主義者和保守派可能會轉向支持保羅，因為他們對於目前檯面上幾個突出的2008年共和黨總統人選都感到失望。
2007年2月20日，保羅的考察小組在YouTube發布了一段影片，在影片中保羅說明了他投入選戰的原因。
在2007年新罕布夏州的一次自由黨聚會中，保羅獲得了2004年自由黨總統候選人Michael Badnarik的背書。
2007年3月12日，保羅在接受C-SPAN的訪問時正式宣布參選2008年總統選舉的共和黨初選
2008年6月12日，保羅退出共和黨初選。

#### 網路現象
儘管目前在全國性的民調裡保羅都只取得了至多3%的共和黨選民支持，保羅在網際網路上取得了極為廣泛的支持，「Ron Paul」一詞從2007年5月9日以來一直是Technorati.com的最熱門搜尋關鍵字，代表了保羅在網誌空間的熱門度。美國新聞與世界報導還在一篇名為「榮·保羅的線上崛起」的新聞中說道：「Technorati的發言人Aaron Krane證實了依據其公司的資料，網際網路對於保羅的支持是真的。」
保羅在許多其他網站例如TimeForBlogging.com以及YouTube所吸引的人氣之高，還讓他遠遠超越所有其他的共和黨候選人。第二名的共和黨候選人米特·羅姆尼（Mitt Romney）在YouTube的影片頻道也只有1,955名訂閱者，而保羅早在2007年5月20日便已超過民主黨最高的巴拉克·歐巴馬的5,684名訂閱者，目前已經擁有超過15,800名訂閱者的龐大數字。
歷史學家和政治專欄作家Thomas Woods宣稱：「新聞媒體正試圖消音其中一名總統候選人（榮·保羅），因為他真的牴觸到了當前的體制，而不是只會重複鸚鵡般的政府/媒體宣傳。」一些輿論分析認為躲避大規模的媒體報導、以網際網路作為選戰的主軸反而可能是有益的。

### 2016年總統選舉
在七名失信選舉人中，其中一名德州共和黨選舉人投票給保羅，並以81歲高齡成為目前已知得到選舉人票最年長的美國公民。

## 晚年生涯
2013年，保羅創立了名為「榮·保羅和平與繁榮研究所」（Ron Paul Institute for Peace and Prosperity）的外交政策智庫。同年他啟動了名為「榮·保羅頻道」（Ron Paul Channel）的網路節目。2015年5月，保羅宣布終止與「榮·保羅頻道」和「自由之聲」（Voice of Liberty）的關係，並啟動了「榮·保羅自由報告」（Ron Paul Liberty Report）。
2020年9月25日，保羅在直播中出現口齒不清的症狀後，住院治療。
2021年1月，臉書一度以「多次違反社群守則」為由封鎖了保羅的粉專。

## 著作
- Challenge to Liberty. Lake Jackson, Tex.: Foundation for Rational Economics and Education
- Gold, Peace, and Prosperity: The Birth of a New Economy. Lake Jackson, Tex.: Foundation for Rational Economics and Education, 1981.( （页面存档备份，存于）)
- Ten Myths About Paper Money. Lake Jackson, Tex.: Foundation for Rational Economics and Education
- The Case for Gold. 卡托研究所, 1982; Ludwig von Mises Institute, 2007. ISBN 0-932790-31-3. ( （页面存档备份，存于）)
- A Republic, If You Can Keep It
- Mises and Austrian Economics: A Personal View.  Auburn, Ala.: 路德維希·馮·米塞斯研究所, 1984.
- Freedom Under Siege:  The U.S. Constitution After 200 Years.  Lake Jackson, Tex.: Foundation for Rational Economics and Education, 1987. ( 經榮·保羅許可發布)
- A Foreign Policy of Freedom. Lake Jackson, Tex.: Foundation for Rational Economics and Education, 2007. ISBN 0-912453-00-1

## 爭議

### 關於《時事通訊》的爭議
主條目：《榮·保羅時事通訊》
從 1978 年開始，二十多年來, 保羅和他的同事出版了許多以他的名字命名的政治和投資新聞通訊（〈榮·保羅博士的自由報告〉、〈榮·保羅生存報告〉、〈榮·保羅投資信函〉和〈榮·保羅 政治報告〉）。
許多時事通訊，特別是在 1988 年至 1994 年保羅不再任職於國會期間，都包含種族主義內容，當他重返國會並競選總統時，這些內容引發了爭議。主題包括陰謀論、反政府民兵運動和種族戰爭。 在保羅 於1996年所參與的國會競選以及先後於2008年和2012年所參與的總統初選期間，批評者指出其中的一些段落反映了其對種族主義、反猶太主義和恐同症的支持。
在1996年的一次採訪中，保羅沒有否認他撰寫了這些時事通訊，並且為其中的一些內容辯護，但明確指出他反對種族主義。 2001 年 3 月，保羅表示評論不是他寫的，但他在1996年並沒有否認他是作者，原因是他的競選顧問認為這太令人困惑了，而且他不得不接受以他的名義發表的材料。 六名放任自由主義活動人士，包括一些仍然與保羅關係密切的人，指出盧·洛克威爾是這些時事通訊的主要代筆人，但羅克韋爾否認他需要對編寫這些內容一事負責。
2011年, 保羅的發言人傑西·本頓宣稱，保羅「承擔了道德責任，因為他們以他的名義出現，並且在他的監視下溜走了」。 然而, 《新共和》的助理編輯詹姆斯·基奇克 (James Kirchick) 早已駁斥了這個説法，他在被發表於2008 年 1 月 30 日的政評〈憤怒的白人〉中表示：「換句話説, 保羅的競選團隊希望將其候選人描繪成一位天真的、缺席的監督者，對他的下屬代表他所做的事情知之甚少。如果時事通訊當中只是偶爾出現極端的觀點，或者時事通訊只是出版了很短一段時間，那麼這種描述可能會更有可信性。但很難想像, 如果保羅不同意這些觀點，他怎麼可能允許長期充斥著種族主義、恐同症、反猶太主義和陰謀論觀點的文章以他的名義被印製出來。」詹姆斯也表示：「更複雜的是, 許多沒有署名的時事通訊都是用第一人稱寫的，意味着保羅是作者。」

### 關於新冠病毒大流行的爭議
2020 年 3 月 16 日，榮·保羅在其網站的專欄中抨擊了政府、媒體和公眾對於新出現的新冠病毒大流行的反應。他反駁了關於其死亡率高於流感的死亡率的說法，稱其為「沒有任何科學依據的說法」，並且表示“特朗普政府的主要恐嚇者毫無疑問是美國國家過敏和傳染病研究所所長安東尼·福奇”。 保羅聲稱美國國立衛生研究院“散播徹頭徹尾的謊言以煽動更多恐慌情緒。” 他說：“人們應該問自己，這種冠狀病毒‘大流行’是否可能是一個大騙局……這並不是說這種疾病是無害的。毫無疑問, 人們會死于冠狀病毒。弱勢群體應該採取預防措施以防止受到感染。但我們以前見過這種舉動。政府過度宣傳關於威脅的説法作為奪取我們更多自由的藉口。然而, 當‘威脅’消失後，他們將會永遠拒絕把我們的自由還給我們。」但有意見認為 與中國等部份國家相比，美國所實施的防疫政策已經十分寬鬆，而且在數年之後，美國社會總體上已經回到疫症爆發前的狀態。

### 親中及親俄傾向
榮·保羅在後期愈來愈親近中國和仇視美國，儘管其所奉信的放任自由主義與中國所奉行的特色社會主義之間有不少相違悖之處。
在俄烏戰爭爆發後，榮·保羅公開表示他支持俄國和反對烏克蘭，因而招致不少批評。